# Erwartung
Erwartung (L'espera) és una òpera en un acte d'Arnold Schönberg composta el 1909, i escrita en només 17 dies. Va ser estrenada el 1924 dirigida per Alexander Zemlinsky. L'obra és un monòleg per a soprano i gran orquestra. D'una duració propera a una mitja hora, se sol interpretar amb El castell de Barbablava, de Béla Bartók, donat el seu caràcter i temes semblants. L'òpera és d'una gran complexitat i exigència, fet que, donada la seva brevetat, fa que sigui poc representada avui dia.

## Personatges
- Una dona

## Argument
Una dona està inquieta esperant el seu amant. En la foscor es topa amb una cosa que primer li sembla un cos, però que després determina que és el tronc d'un arbre. Està cada cop més ansiosa i espantada, ja que no pot trobar l'home que està buscant. Aleshores descobreix un cadàver, que resulta ser el cos del seu amant. Aleshores demana ajuda, però ningú respon. Intenta reviure el seu amant, sense èxit, acusant-lo fins i tot d'haver-li estat infidel. Al final es pregunta què serà de la seva vida ara que el seu amant és mort.